# برج کوره هنرکار
برج کوره هنرکار مربوط به دوره پهلوی است و در شیراز، بلوار مدرس، ابتدای خیابان فضیلت، داخل پارک فضیلت واقع شده و این اثر در تاریخ ۳۰ بهمن ۱۳۸۶ با شمارهٔ ثبت ۲۰۸۰۶ به‌عنوان یکی از آثار ملی ایران به ثبت رسیده است.